# Dějiny Miskolce
Miskolc je město s historií, která zasahuje až do období před příchodem Maďarů do Karpatské kotliny.

## Nejstarší období a středověk

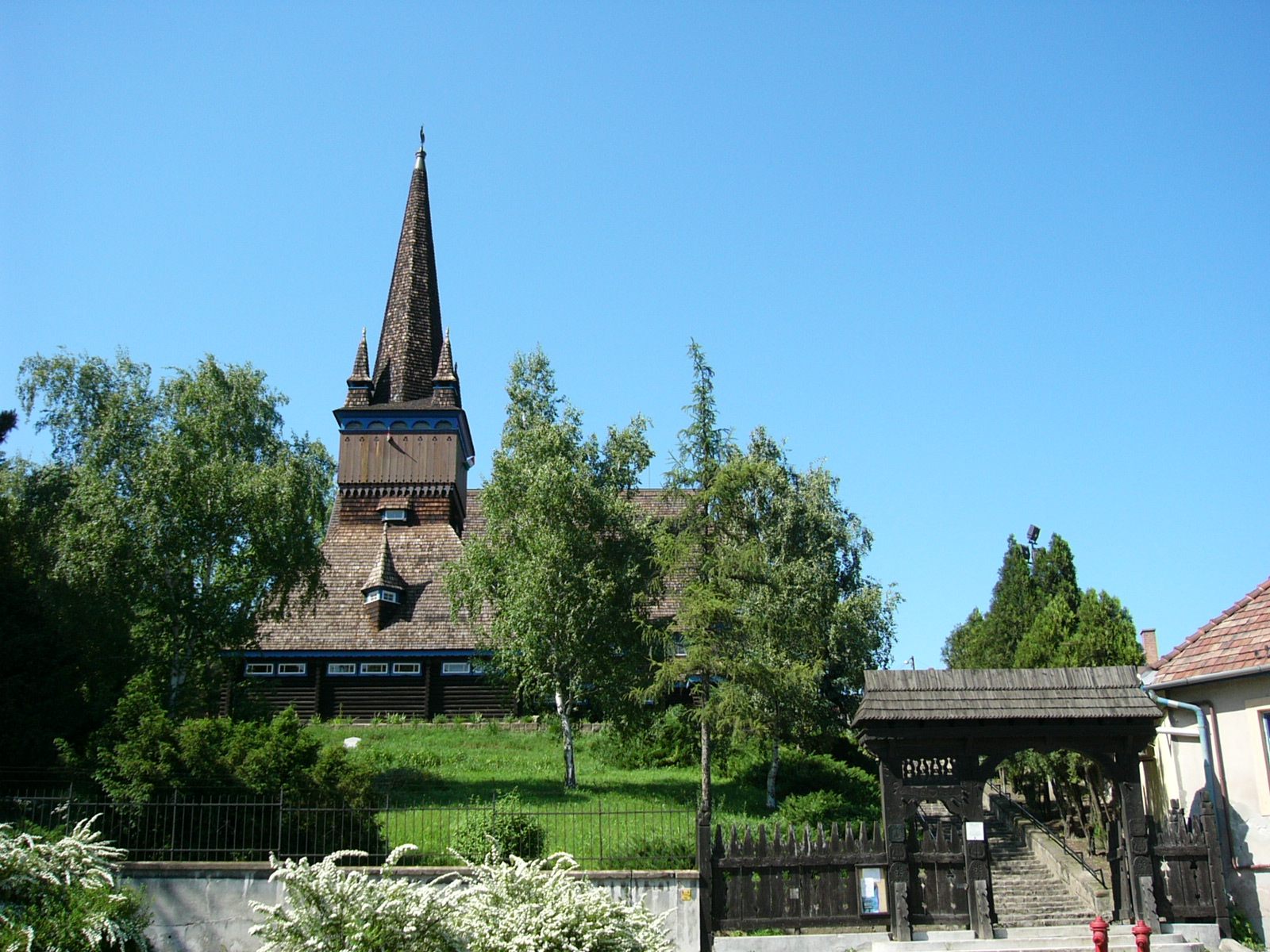
Dřevěný kostel

Oblast byla obydlená už od starověku. Prvními obyvateli Miskolce byli Keltové. Jako celé Uhry byla obsazena Maďary v 9. století.
Osada se v průběhu staletí vyvíjela a vzrůstal počet jejích obyvatel. Již v roce 1313 je doložené pěstování vína v okolí města. V roce 1365 jí král Ludvík I. udělil status královského města. V téže době byl renovován tehdejší hrad Diósgyőr. Koncem 15. století žilo v Miskolci již 2000 obyvatel. V roce 1471 byly místní obyvatelé osvobozeni od poplatku daně z vína.

## Turecká okupace
V roce 1544 došlo k vypálení Miskolce Turky. Později Osmanská říše město vojensky obsadila. Během období osmanské nadvlády nad městem jeho rozvoj stagnoval, počet obyvatel Miskolce se v té době pohyboval zhruba na srovnatelné úrovni s Košicemi. Od 40. let 16. století nicméně existují daňové záznamy o tom, že z Miskolce byly placeny daně Turkům. Od 60. let 16. století existovala městská kniha, do které (až do století devatenáctého) místní radnice zapisovala všechny významné události. Město Miskolc mělo tehdy svého hlavního soudce a k tomu dvanáct členů městské rady. V téže době většina obyvatel konvertovala k protestantské víře a pro bohoslužby jí sloužil místní kostel. Ačkoliv bylo po nějakou dobu součástí Osmanské říše, Turci zde ve větším počtu nežili (na rozdíl např. od Egeru).
Osmané nicméně Miskolc nedokázali udržet velmi dlouho a po většinu doby osmanské okupace Uher bylo součástí Uherského království. Turci se však vzdávat nechtěli, obyvatelé Miskolce často museli platit daně oběma mocnostem. Město zasáhla celá řada pohrom. Roku 1672 to byl např. velký požár, v roce 1679 potom epidemie moru a na počátku 90. let 17. století také povodeň.
Z hospodářského hlediska byl Miskolc známý již od středověku a v moderní době (před nástupem průmyslu) jako centrum vinařství.
Během maďarského povstání proti Habsburkům císařské síly v roce 1707 plenily a pálily město. O čtyři roky později polovina populace podlehla epidemii cholery. Miskolc se zotavil rychle a přišlo opět období prosperity. V roce 1782 Sámuel Benkő označil místní svatojiřské víno mezi nejlepší vína z Miskolce.

## První polovina 19. století

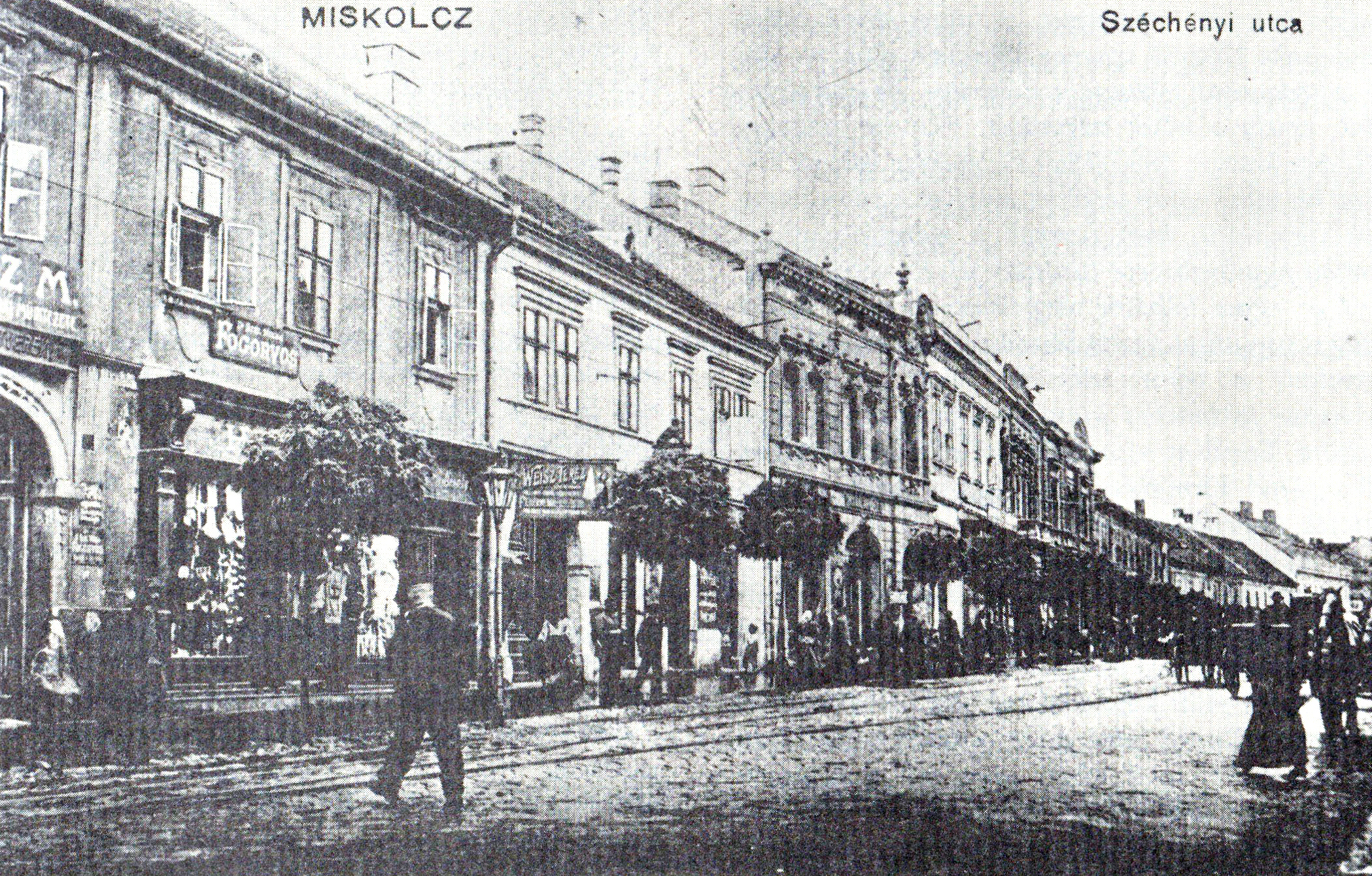
Széchyniho ulice v roce 1899.

V tomto století zde stály pivovar, pila a papírna. Pšenice se zpracovávala v patnácti vodních mlýnech. Později vznikla i cihelna a továrna na nábytek. Pro potřeby rozvíjející se výroby zde vznikla první umělá vodní nádrž na území dnešního Maďarska.
Roku 1820 byla postavena nová budova župního úřadu.

## Druhá polovina 19. století
V závěru 19. století prožíval Miskolc stavební boom, stejně jako zbytek celého tehdejšího Uherska. V roce 1870 sem byla zavedena železnice. Díky tomu zde vznikla celá řada reprezentativních staveb, mezi které patří např. divadlo, radnice a další. V Diósgyőru (malé obci proti proudu říčky Szinva, kterou nakonec Miskolc pohltil) vznikla první vysoká pec v moderní podobě. Výroba oceli a zpracování železa nicméně má v lokalitě tradici již o konce 18. století, kdy ji založil Henrik Fazola. Zavedeno bylo i telefonní spojení a veřejné osvětlení plynovými lampami. Roku 1897 vyjely poprvé do miskolckých ulic tramvaje. Roku 1902 byla otevřena místní věznice. V roce 1900 měl čtyřicet tisíc obyvatel. Miskolc se v období zlatého věku Uherska stal bránou z Budapešti do severní části země. Kromě Maďarů lákal i další národnosti tehdejší Rakousko-uherské monarchie; působili zde němečtí průmyslníci a slovenští dělníci.
Nejen šťastné události se ale zapsaly v druhé polovině 19. století do dějin města: V roce 1873 zde vyupkla epidemie cholery a roku 1878 město zasáhla znovu rozsáhlá povodeň.

## První polovina 20. století

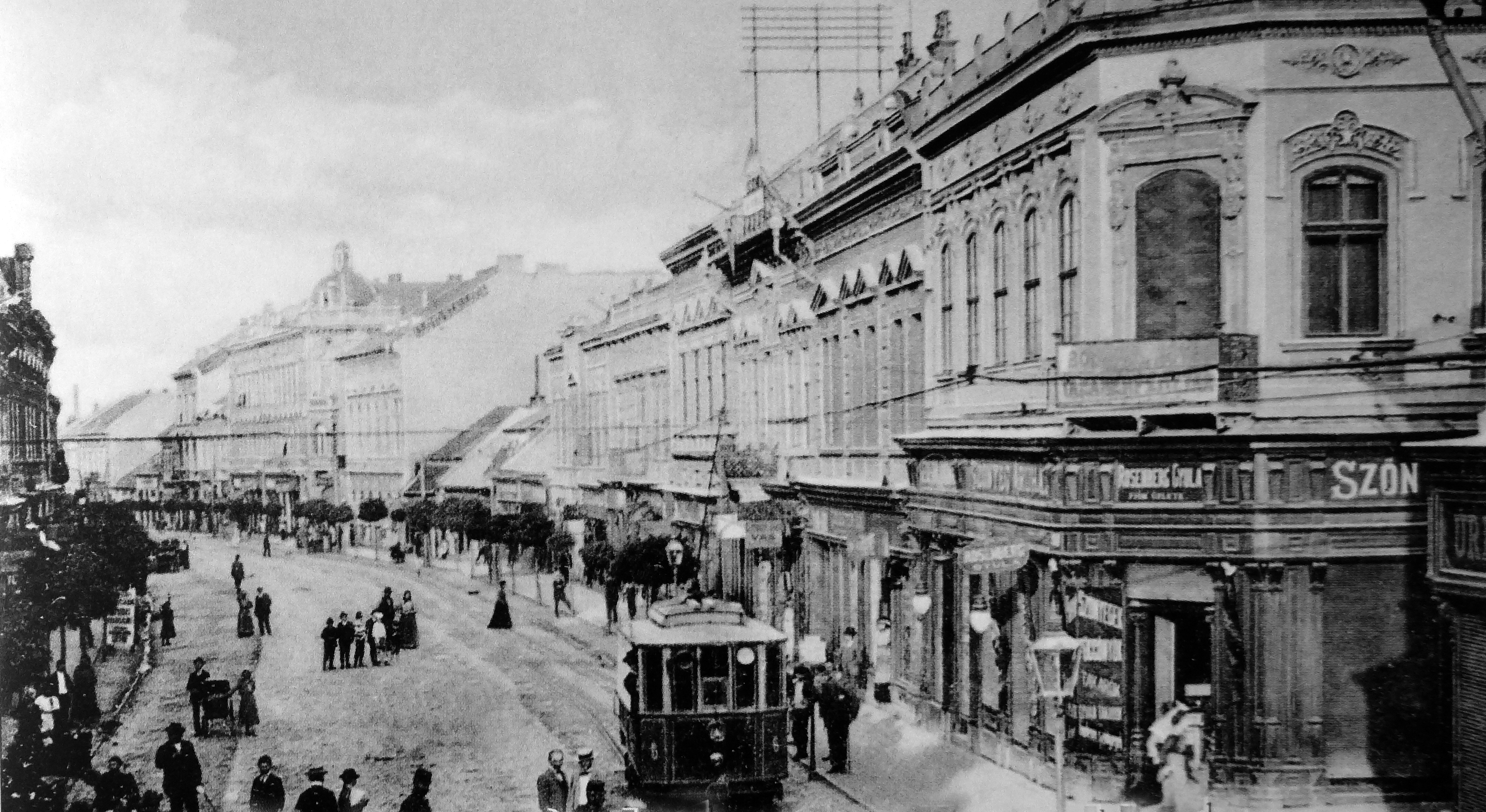
Město na přelomu 19. a 20. století.

Již před Trianonskou smlouvou v roce 1920 a definitivně v jejím důsledku ztratilo Maďarsko oblast dnešního Slovenska (do roku 1918 nazývanou Horní Uhry). Miskolc se stal jediným regionálním střediskem severního Maďarska, Košice přestaly být jeho přímým rivalem. Na přelomu let 1918 a 1919 byl v souvislosti s konfliktem mezi nově vzniklým Československem a Maďarskem krátce obsazen československým vojskem. Československá delegace na Pařížské mírové konferenci pracovala s možností připojení Miskolce k ČSR (jednalo se o relativně maximalistickou variantu), ta však byla západními mocnostmi zamítnuta. Jižní hranice Slovenska tak byla určena jižně od měst Tornaľa a Moldava nad Bodvou. Finální změny hranic a vznik Miskolce jako nového regionálního centra (nahradil roli, která v Uhrách původně připadala Košicím) byly jedním z důvodů značného růstu počtu obyvatel během třicátých a čtyřicátých let. Do Miskolce přišla řada Maďarů, kteří se rozhodli z nově československého území odejít. Mnoho intelektuálů sem přesídlilo z oblasti dnešního Slovenska a Sedmihradska.
V meziválečném období se realizovala rovněž i dlouho odkládaná výstavba místní kanalizace a vodovodů. Architekturu z této doby představují např. stavby, které byly realizovány podle projektu architekta Viktora Böhma.
Již v 30. letech bylo rozhodnuto o masivním rozvoji těžkého průmyslu v lokalitě, většina kroků byla uskutečněna ale až po druhé světové válce. V této době byla v průmyslu zaměstnána zhruba čtvrtina až třetina místních obyvatel.
Masivní zbrojení těsně před válkou i v Miskolci vedlo k růstu zaměstnanosti a životní úrovně a jistému návratu sebevědomí místních obyvatel po dlouhé krizi a těžké válce. Projevovalo se především v Diósgyőru, kde byla závody soustředěny.
Během druhé světové války bylo místní židovské obyvatelstvo (cca 80 % z něj) nahnáno do ghetta a později odvezeno transporty v polovině června 1944 do vyhlazovacích táborů. V létě 1944 byl Miskolc také bombardován spojeneckým letectvem; první nálet proběhl dne 2. června . Dne 4. prosince 1944 město osvobodila Rudá armáda. Během několika válečných let bylo zničeno 350 budov a 7150 dalších bylo vážně poškozeno. Životní podmínky byly velmi těžké; ekonomika rozvrácená, obyvatelstvo tížila inflace. V roce 1946 došlo v Miskolci po tzv. lidových soudech, kdy řada rozsudků byla značně nespravedlivá, k násilnostem. V rámci neklidného období po válce se uskutečnila i řada pogromů.

## 2. polovina 20. století a 21. století
Hned po skončení války byla zahájena obnova Miskolce. Byly posunuty hranice sídla a připojeny okolní obce; novému městu se říkalo Velký Miskolc (maďarsky Nagy-Miskolc). Roku 1949 dosáhl jeho počet obyvatel sta tisíc. Administrativně bylo město rozšířeno ještě podruhé roku 1950 připojením okolních obcí Diósgyőr, Hejőcsaba, Görömböly, Szirmá a Hámor. To znamenalo, že Miskolc přestal mít jedno striktně vymezené centrum, ale začalo připomínat spíše komplex více sídel. Prostorové rozšíření města nebylo ničím novým, diskutováno o něm bylo dokonce již před první světovou válkou. Původně Hornická akademie, která sem přesídlila z Banské Štiavnice, byla transformována na Technickou univerzitu těžkého průmyslu. Poslední rozšíření území Miskolce bylo realizováno v roce 1982 připojením obce Bükkszentlászló (slovensky Stará Huta).

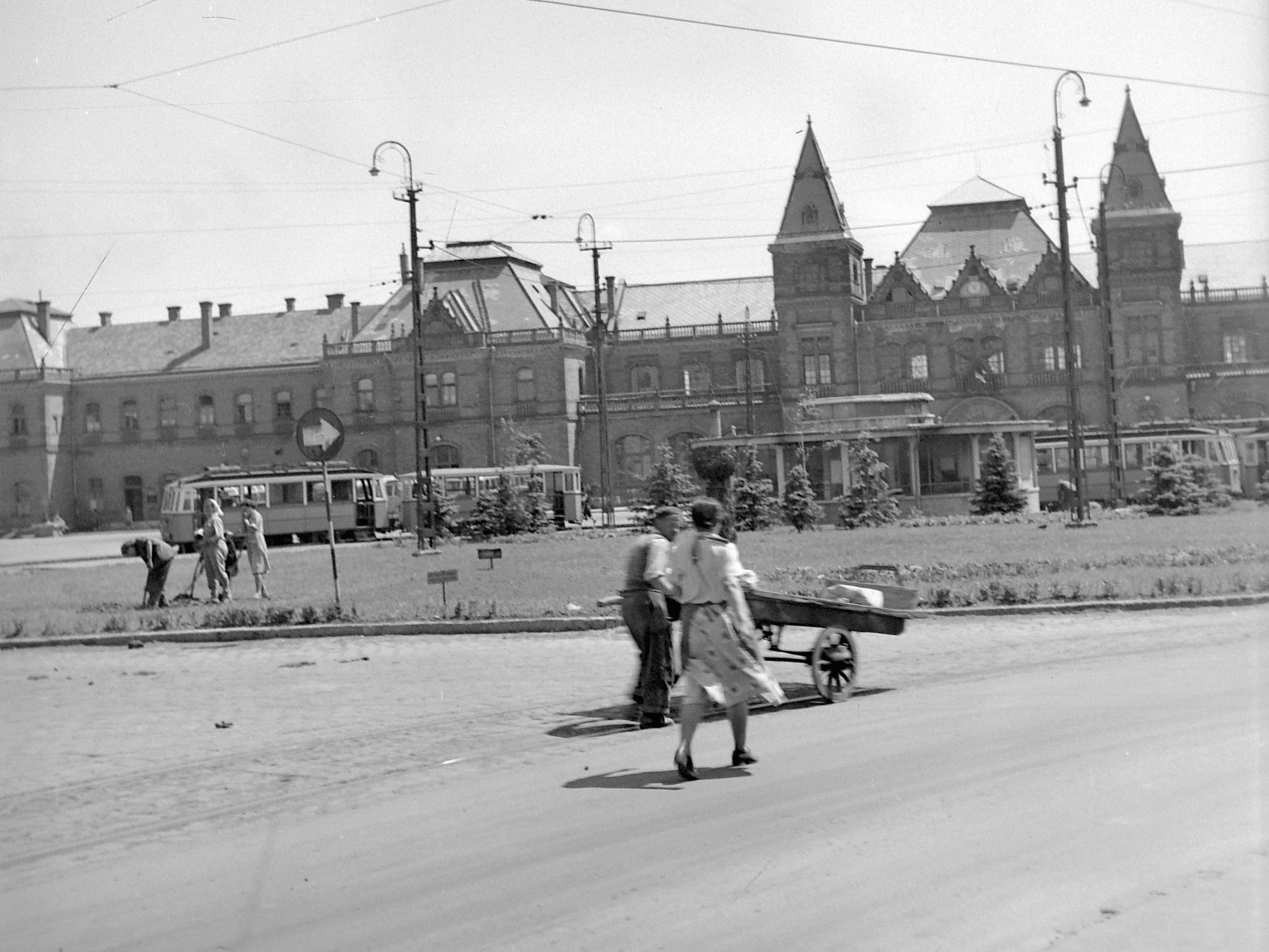
Tiské nádraží v 60. letech 20. století

Sovětská armáda nechala rozebrat a odvézt továrnu na výrobu lokomotiv z Miskolce do Sovětského svazu, a to i přesto, že závod již vyráběl v rámci poválečných reparací stroje právě pro potřeby SSSR a byl kontrolován zástupci maďarské strany práce.
Rekonstrukce města po válce se soustředila hlavně na obnovu průmyslových kapacit, které byly ničeny bombardováním v závěru konfliktu. Pomýšleno bylo ale také na jejich rozšíření. Hutní závod v Diósgyőru byl roku 1953 pojmenován na počest Vladimira Lenina. V roce 1955 byl podnik rozšířen a roku 1982 byla dokončena nová slévárna. V době své největší slávy zaměstnával až 18 000 lidí a produkoval milion tun oceli ročně. CIA ve své zprávě z 50. let dokonce uvádí až 65 tisíc lidí. Vzhledem k vysokým cenám oceli na světových trzích v uvedené době[zdroj?] získával maďarský stát nemalé prostředky z výroby přímo v Miskolci. Velký počet průmyslových podniků umožnil hospodářský rozvoj celého regionu. Vznikla např. cementárna nebo továrna na ledničky. Město se stalo významným centrem, kam za prací dojížděly tisíce lidí; Miskolc byl po Budapešti druhým největším městem v zemi, kam dojíždělo nejvíce pracovníků.
V roce 1956 zde došlo k násilným střetům v souvislosti s maďarským povstáním. Vysílalo neoficiální Svobodné Kossuthovo rádio
, které instruovalo obyvatelstvo nespokojené se situací. V souvislosti s revolučními událostmi zemřelo více než 20 lidí. Členové komunistické vytvářeli dělnické rady, ve kterých byli ve vedení, nebo infiltrovali ostatní, čímž si zajistili zbývající moc. Ve dnech 26. a 27. října se nicméně protestujícím podařilo získat zbraně ze skladu tajné policie a došlo k lynčování režimu loajálních představitelů ve městě. Sovětští vojáci dorazili do města 4. listopadu a později zatkli několik stovek osob. Sedm osob bylo následně po skončení povstání popraveno.
V 80. letech došlo k přirozenému vrcholu přírůstku počtu obyvatel Miskolce. Ten dosahoval 208 tisíc obyvatel, ale od té doby trvale klesá. V roce 1982 byla k městu připojena poslední obec, a to Bükkszentlászó. Přílišná industrializace a rychlý růst učinily sice z Miskolce chloubu socialistického Maďarska, destabilizovaly ale také sociální strukturu města. Nadměrně byla zastoupena méně kvalifikovaná pracovní síla, docházelo k rychlému přílivu ale i odlivu lidí.
90. léta způsobila úpadek těžkého průmyslu v Miskolci. Místní ocelárny byly nejprve privatizovány a v druhé dekádě 21. století potom i uzavřeny. Populace města začala klesat a namísto Miskolce se Debrecín stal druhým nejlidnatějším městem v zemi. Jen od roku 1990 do roku 2015 poklesl počet obyvatel Miskolce o třicet sedm tisíc lidí; především kvůli stárnutí obyvatelstva, ale také i kvůli vystěhovalectví a suburbanizaci. V rámci ekonomické transformace posílila role služeb, otevřely se nové obchodní domy a obchodní centra (Miskolc Plaza, Szinvapark, Bató-ház). Své podniky zde otevřelo i několik nadnárodních firem, jako např. Bosch.